# Karl Schmied

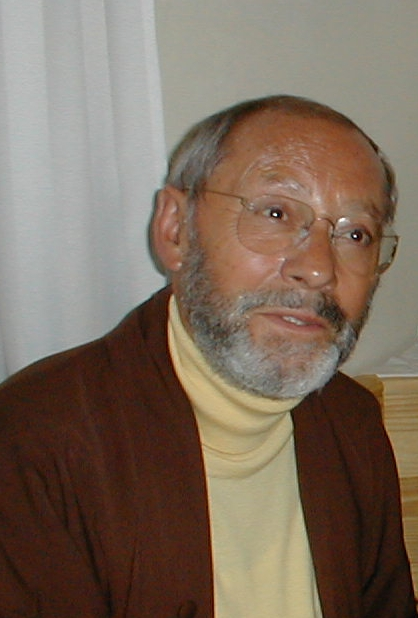
Karl Schmied

Karl Schmied (* Februar 1933 in Zwittau, Tschechoslowakei; † 7. Mai 2006 in Fischbachau) war ein deutscher buddhistischer Meditationslehrer und Pionier des Buddhismus, Vortragender und Meditationslehrer im süddeutschen Raum.

## Leben
Karl Schmied musste 1946 mit seiner Familie seine Heimat verlassen und baute in Süddeutschland eine Existenz als Kaufmann auf. In den 1970er Jahren fand er zum Buddhismus und  gründete 1981 den Buddhistischen Kreis Stuttgart. Von 1984 bis 1988 war er Vorsitzender der Deutschen Buddhistischen Union und später ihr Ehrenrat. Er war Mitbegründer und teilweise Herausgeber der Zeitschrift 'Intersein' und ab 1994 Leiter des 'Intersein Informationsbüros'.
Ursprünglich (1980) Mitglied und ab 1983 auch Dharma-Lehrer im Orden Arya Maitreya Mandala von Lama Anagarika Govinda, begegnete Karl Schmied 1988 dem vietnamesischen Mönch Thich Nhat Hanh und wurde 1991 Mitglied in dessen Tiep Hien-Orden, in dem er 1994 zum Dharmacarya (Meditations- und Dharma-Lehrer) autorisiert wurde. Lange Jahre koordinierte er die Aktivitäten von Thich Nhat Hanh in Deutschland und die Herausgabe seiner Bücher in deutscher Sprache.
1991 Jahr gründete er die „Gemeinschaft für achtsames Leben, Bayern e.V.“ und betreute mehrere Meditationskreise in der Region. Im Mai 1992 schuf er mit Freunden den Maitreya-Fonds e.V., zur finanziellen Unterstützung von Sozialprojekten, wie Kindergärten, Schulen, Leprastationen und Waisenhäuser in Vietnam. 1998 initiierte er das Intersein-Zentrum Hohenau im Bayerischen Wald, wo er auch oft Seminare und Vorträge hielt. 2004 verwirklichte er noch das Projekt Praxis- und Meditationshaus in Schliersee.
Über viele Jahre war Karl Schmied als Vertreter des deutschen Buddhismus aktiv im Interreligiösen Dialog, so auch 1999 beim 28. Deutschen Evangelischen Kirchentag in Stuttgart.

## Werke
- Karl Schmied: Kein Weg – nur Schritte. Achtsam durch den Tag. Theseus, Berlin 2001, ISBN 3-89620-165-4.